# Juan Huarte de San Juan
Juan Huarte de San Juan (San Juan Pie de Puerto, 1529-Baeza, 1588), médico y filósofo español.

## Biografía
Era de familia hidalga. Estudió Humanidades y Filosofía en la Universidad de Baeza, y Medicina en la Universidad de Alcalá entre 1552 y 1558.
Residió en varias ciudades españolas: Huesca, de donde se cree fue regidor, Granada. Inició su ejercicio profesional como médico en Tarancón (entre 1560 y 1570), y desde 1571 en Baeza y Linares, donde se compró sendas casas. Fue nombrado médico titular de Baeza por el Consejo de Felipe II en 1572, donde ejercería hasta su muerte.
Se casó en 1562 con Águeda de Villalba (o de Velasco), con quien tuvo siete hijos: cuatro hijas y tres hijos; la madre y una de sus hijas murieron antes que él. Está enterrado en la iglesia de Santa María de Linares.

## Obra

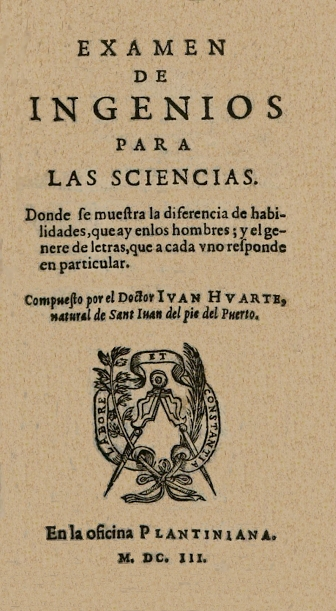
Examen de ingenios para las sciencias, 1603.

Escribió un famoso Examen de ingenios para las sciencias (Baeza, Juan Bautista de Montoya, 1575), cuya impresión tuvo que pagarle el Conde Garcés a causa de los cortos medios económicos de su autor. Su éxito fue tal que se reimprimió en España cuatro veces más antes de acabar el siglo XVI: Pamplona, 1578; Valencia, 1580; Huesca, 1581 y la expurgada de Baeza en 1594. Durante el siglo XVII fue publicado en Alcalá (1640), Madrid, 1668, Bilbao, Logroño, Medina del Campo y Granada. Y mucho mayor fue su éxito todavía a escala europea: lo tradujo al latín, lengua científica de la época, Aeschacius Maijor (Colonia, 1610, 1621, 1622), Teodoro Arctogonius (Estrasburgo, 1612) y Samuel Krebl (Jena, 1663). Al francés lo tradujo Gabriel Chappuys (Lyon, 1580 y París, 1588), Vion d'Alibray (París, 1605, 1645, 1658, 1661, 1668, 1675) y Sabiniano d'Alquié (Ámsterdam, 1672). Al italiano Camilo Camilli (Venecia, 1582; 1586 y 1590) y Salustio Gratis (Venecia, 1603 y Roma 1619). Al inglés Richard Carew (Londres, 1594, 1596, 1604 y 1616) y Bellamy (Londres, 1698). Al alemán Gotthold Ephraim Lessing (Zerbst, 1782 y Wittemberg, 1785). Existen otras muchas ediciones en otros idiomas, hasta sobrepasar las cincuenta. 
Se trata de una obra precursora de la psicología diferencial y la orientación profesional. También hace interesantes aportaciones a la Neurología, Pedagogía, Antropología, Patología y Sociología. En ella se propuso mejorar la sociedad, seleccionando la instrucción adecuada a cada persona según las aptitudes físicas e intelectuales derivadas de la constitución física y neurológica específicas de cada una.
Considerando cuán corto y limitado es el ingenio del hombre para una cosa y no más, tuve siempre entendido que ninguno podía saber dos artes con perfección sin que en la una faltase y, porque no errase en elegir la que es natural estaba mejor, había de haber diputados en la República, hombres de gran prudencia y saber, que en la tierna edad descubriesen a cada uno su ingenio, haciéndole estudiar por fuerza la ciencia que le convenía y no dejarlo a su elección, de lo cual resultaría en vuestros estados y señoríos haber los mayores artífices del mundo, no más de por juntar el arte con la naturaleza.
Para ello, estudió los diferentes temperamentos humanos desde la teoría de los cuatro humores, y propuso qué oficios o estudios cuadraban más a cada uno. Y hace además una clasificación de los saberes de gran trascendencia ulterior. Utiliza un gran número de fuentes, fuera de la observación clínica y la experiencia médica del autor: Hipócrates y Galeno entre los médicos; Platón, Aristóteles, Cicerón, Pedro Lombardo, Escoto, Tomás de Aquino, Durando entre los filósofos; y clásicos como Horacio, Demóstenes, Flavio Josefo, Juvenal, Justino y Celso; aparte de, como era natural, la Biblia. La obra fue unánimemente alabada, y soló mereció algunas críticas por parte de un estudiante de Teología, Diego Álvarez, y un médico de Évreux, Jordau Guibelet.
Pero la obra tuvo problemas bastante mayores con la Inquisición; fue perseguida a causa de sus teorías sobre la concepción y fue prohibida en Portugal (1581) y en España (1583); figura en el Index del año siguiente, si bien circulaban bajo cuerda ediciones clandestinas no autorizadas y en español que venían de Leiden (1591), Amberes (Plantín, 1593 y 1607) y de Ámsterdam (Juan de Ravestein, 1652). Se permitió, sin embargo, que circulase por el mundo hispánico una edición expurgada de los pasajes polémicos (Baeza, 1594).
La obra influyó en el diseño de los caracteres de algunos personajes de ficción, como los principales de Miguel de Cervantes en su Don Quijote de la Mancha, al que puso el significativo epíteto de 'ingenioso', y en El licenciado Vidriera. También es más que posible su influjo en el dramaturgo isabelino inglés Ben Jonson.
Es el padre de la psicología diferencial y patrón de la psicología en España, cuya conmemoración se lleva a cabo el 24 de febrero, día en que salió de la imprenta su Examen de ingenios para las ciencias.